# Singalila-Nationalpark
Der Singalila-Nationalpark liegt im indischen Bundesstaat Westbengalen im Distrikt Darjeeling an der Grenze zu Nepal. Er ist einer von über 100 Nationalparks in Indien.

## Geschichte und Verwaltung
Die britische Regierung kaufte das Gebiet 1882 und wies es als Waldreservat aus. Indien erklärte es 1992 zum Nationalpark. Verwaltet wird der Park auf Ebene des Bundesstaats von dessen Forstministerium. Ein örtliches Umweltschutzkommittee, das sich aus Gemeindemitgliedern aus Nepal und Indien zusammensetzt, arbeitet aktiv daran, eine nicht nachhaltige Abholzung von Waldressourcen zu verringern.

## Geographie
Der Nationalpark befindet sich im östlichen Himalaya. Die westliche Grenze des Parks verläuft entlang der Landesgrenze mit Nepal am Singalila-Kamm. Eine 52 km lange Straße und Wanderroute erstreckt sich von Phalut im Norden bis Manebhanjyang (1920 m) im Süden, die bei Trekking-Touristen beliebt ist. Sie führt über die Dörfer Bekhe, Kalapokhri, Gairibas, Tumling, Tonglu, Meghma und Chitire. Nördlich des Parks verläuft ungefähr die Grenze zum Bundesstaat Sikkim, wo sich direkt angrenzend an den Nationalpark das Barsey-Rhododendron-Reservat befindet. Weitere Nationalparks in Westbengalen sind der Buxa-, Gorumara-, der Neora-Valley- und der Sundarbans-Nationalpark.
Der Singalila-Nationalpark hat eine Fläche von 78,6 km² bzw. 108,8 km² inklusive einer Pufferzone von 30,17 km² und liegt auf Höhen zwischen etwa 2400 und 3636 m. Die höchsten Berge innerhalb des Parkgebiets sind der Sandakphu (3636 m, ⊙), der Phalut (3600 m, ⊙) und der Tonglu (3070 m, ⊙). Vom Sandakphu aus sind vier der fünf höchsten Berge der Welt sichtbar: Mount Everest (8848 m), Kangchendzönga (8586 m), Lhotse (8516 m) und Makalu (8485 m). Die Aussicht auf das Massiv des Kangchendzönga ist wegen seiner Gestalt als „schlafender Buddha“ oder bei Hinduisten auch als „schlafender Shiva“ bekannt. Durch den Park verlaufen die Flüsse Rammam und Srikhola. Zwei Seen sind Jore Pokhri und Sukhapokhri. Es herrscht ein der gemäßigten Klimazone ähnelndes Gebirgsklima. Der jährliche Gesamtniederschlag liegt bei rund 300 cm. An Orten über etwa 2200 m fällt im Winter Schnee, der ab etwa 3000 m Höhe für ein bis vier Monate liegen bleibt. Die Monsunzeit dauert von Juni bis September.
Um das Kerngebiet des Parks befinden sich acht Dörfer und sechs größere in der Pufferzone. Die Bevölkerung setzt sich vor allem aus Nepalesen und Sherpa zusammen. Die Bewohner sind auf Brennholz und teilweise auch Bauholz aus dem Park angewiesen. Auch essbare Pflanzen wie Pilze, Bambussprossen, verschiedene Kräuter und andere Heilpflanzen werden saisonal für den Lebensunterhalt geerntet. Die meisten Bewohner im Nationalpark sind Selbstversorger, die hauptsächlich Mais, Kartoffeln, Erbsen und anderes Gemüse anbauen sowie Vieh halten (Yaks, Ziegen etc.). Andere wirtschaftliche Aktivitäten umfassen Lohnarbeit und den Tourismus. Die meisten Dörfer sind abgelegen, ohne befahrbare Straßen, Strom, gefiltertes Trinkwasser, Gesundheits- oder Bildungseinrichtungen. Die nächstgelegene Stadt ist Darjeeling. Der nächste Flughafen liegt in Bagdogra und der nächste Bahnhof in Ghoom.

## Flora und Fauna
Die Wälder des Nationalparks werden zwischen 2500 und 2800 m Höhe von Eichen dominiert. Von 2850 bis 3600 m Höhe finden sich Feuchtwälder mit Harthölzern aus Himalaya-Birke, der Scheinkastanienart Castanopsis tribuloides, der Hemlocktannenart Tsuga brunniona, der Eichenart Quercus pachyphylla, Ahorne und Rhododendren. Ein dichter Bambusbestand bildet das Unterholz mit Arundinaria maling und Arundinaria aristata als dominierende Arten. Darüber von 3000 bis 3636 m finden sich subalpine Wälder mit der Tannenart Abies densa und wiederum der Himalaya-Birke und verschiedenen Rhododendren. Insgesamt finden sich im Nationalpark mindestens 13 Rhododendrenarten und darüber hinaus zahlreiche Magnolien, Orchideen und Arten wie Rhabarber, Mehlbeeren, Einbeeren, Panax und die Sumpfenzianart Swertia chirata. Insgesamt gibt es innerhalb des Parks etwa 2900 Arten von Bedecktsamern, darunter dominierend Primeln, Astern, Zwergmispeln, Feuerkolben, Storchschnäbel, Eisenhut und Scheinmohn. Darüber hinaus ist der Park Lebensraum einer Vielzahl von Moosen, Flechten, Pilzen, Baumfarnen, Kletterpflanzen und anderer Epiphyten (Aufsitzerpflanzen).
Zu den im Nationalpark vorkommenden Raubtieren zählen der Leopard, der Nebelparder und der Kragenbär. Alle drei Arten werden von der Weltnaturschutzunion (IUCN) als gefährdet eingestuft. Königstiger sind seit 1937 nicht mehr im Park gesichtet worden. Weitere vorkommende Säugetierarten sind jedoch das vom Aussterben bedrohte und überwiegend nachtaktive Chinesische Schuppentier, der Royle-Pfeifhase, Muntjaks, Wildschweine sowie verschiedene Nage- und Fledertiere. Darüber hinaus ist der Singalila-Nationalpark ein wichtiger Lebensraum für den seltenen und stark gefährdeten Westlichen Kleinen Panda, auch Himalaja-Katzenbär genannt. Die Tiere finden sich vor allem in Höhen ab 2800 m und dort bevorzugt in einem engen Höhenbereich bis 3100 m, wo dichter Bambus wächst, auf dessen Blätter sie sich in ihrer Ernährung spezialisiert haben, ergänzt mit Bambussprossen und Früchten. Ein Paar Kleine Pandas aus dem nahegelegenen Padmaja Naidu Himalayan Zoological Park in Darjeeling waren im November 2003 die ersten Tiere der Art, die, mit Funkhalsbändern ausgestattet, zur Aufstockung der Population ausgewildert wurden. Das Projekt wurde in einem Dokumentarfilm festgehalten. Während das Männchen „Mili“ von einem Leoparden getötet wurde, überlebte das Weibchen „Sweety“ und gebar Junge. 2012 wurden im Nationalpark insgesamt 27 Kleine Pandas gezählt.
Der Nationalpark ist zudem eine Important Bird Area (IBA, „wichtiges Vogelgebiet“), in der etwa 350 Vogelarten beobachtet wurden, darunter einige endemische und gefährdete Arten. Zu den international als gefährdet eingestuften Arten zählen die Nepalbekassine, der Schmuckkleiber und der Schelladler. Als potentiell gefährdet eingestuft sind zudem das Rotbrustwaldrebhuhn, der Rotbauch-Kurzflügel (Brachypteryx hyperythra), der Satyrtragopan und der Schneegeier. Weitere nicht gefährdete, aber auffällige Arten sind unter anderem der Darjeelingspecht, der Kalifasan, das Feuerschwänzchen, der blaue Lazulischnäpper, der Karmesinnektarvogel und der Feuerschwanz-Nektarvogel. Die beiden letzteren ernähren sich von Nektar, den sie unter anderem in den zahlreich vorhandenen Rhododendren finden. Der Feuerschwanz-Nektarvogel kommt im Himalaya in Höhenlagen bis fast 4900 m vor, höher als jeder andere Nektarvogel. Im Winter zieht er in tiefer gelegene Gebiete. Den namensgebenden roten „Feuerschwanz“ haben nur die männlichen Tiere, die Weibchen sind unauffälliger olivgrün und gelb gefärbt.

Tiere im Nationalpark
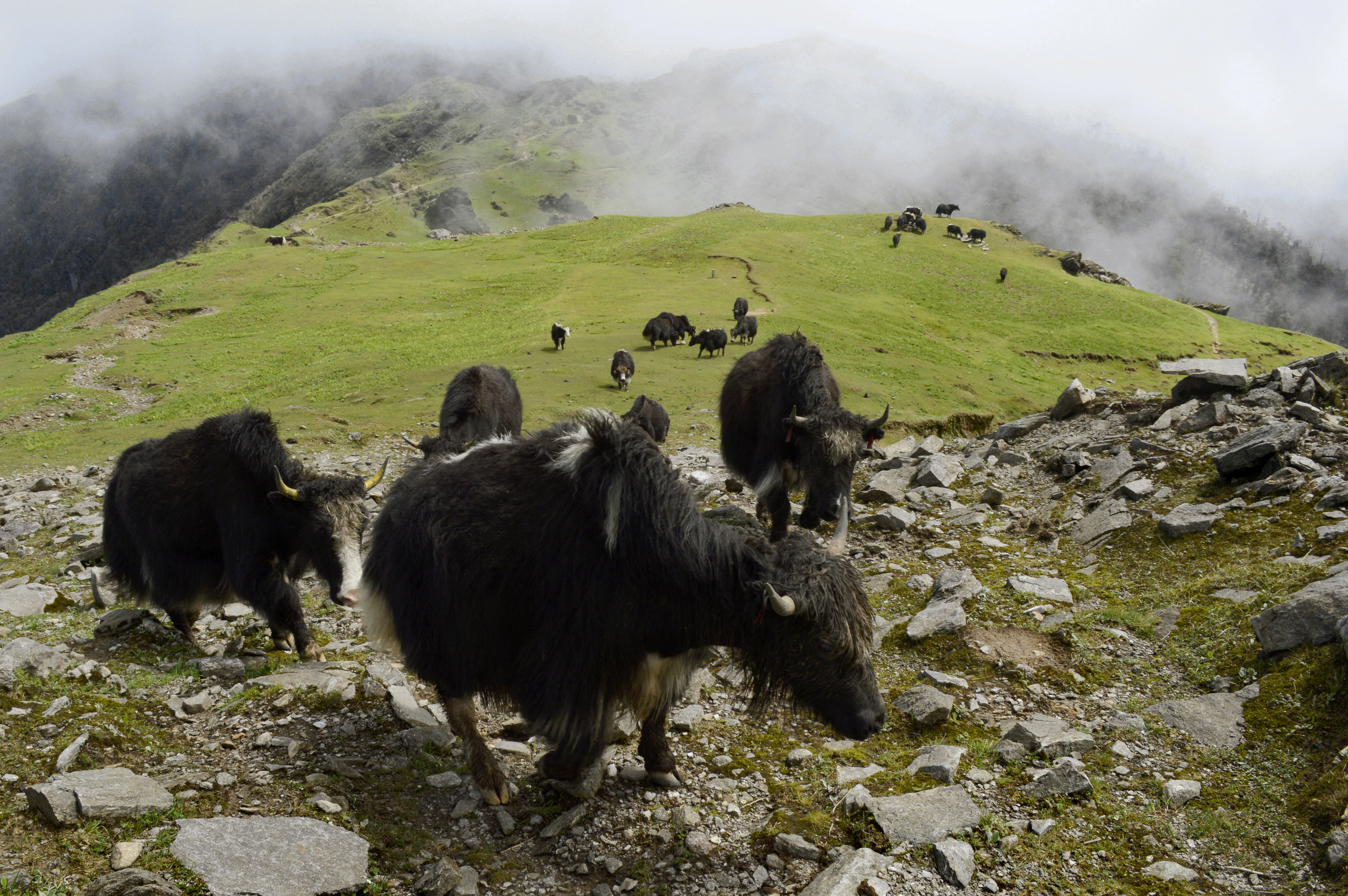
Yaks im Park auf etwa 3300 m Höhe
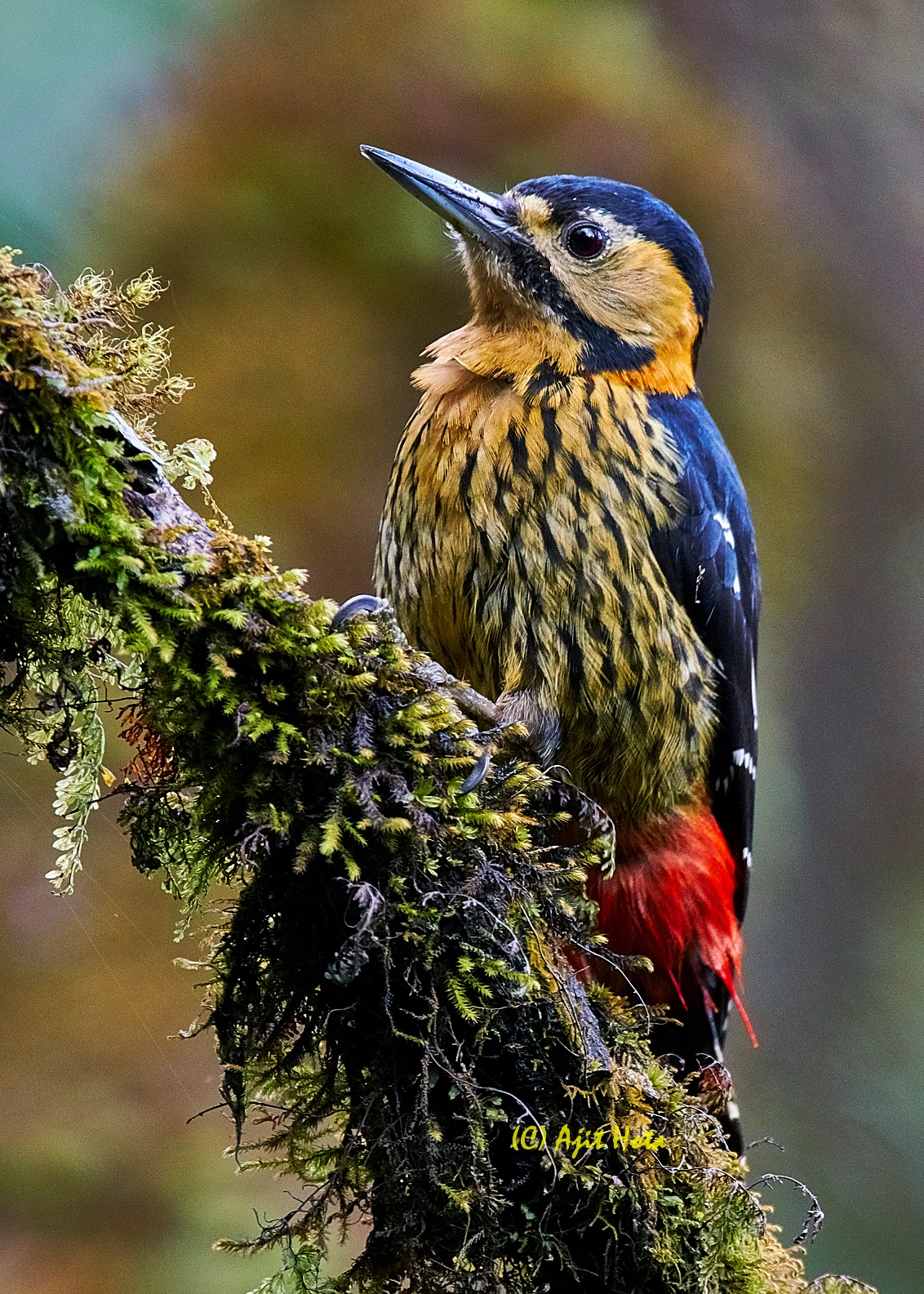
Darjeelingspecht
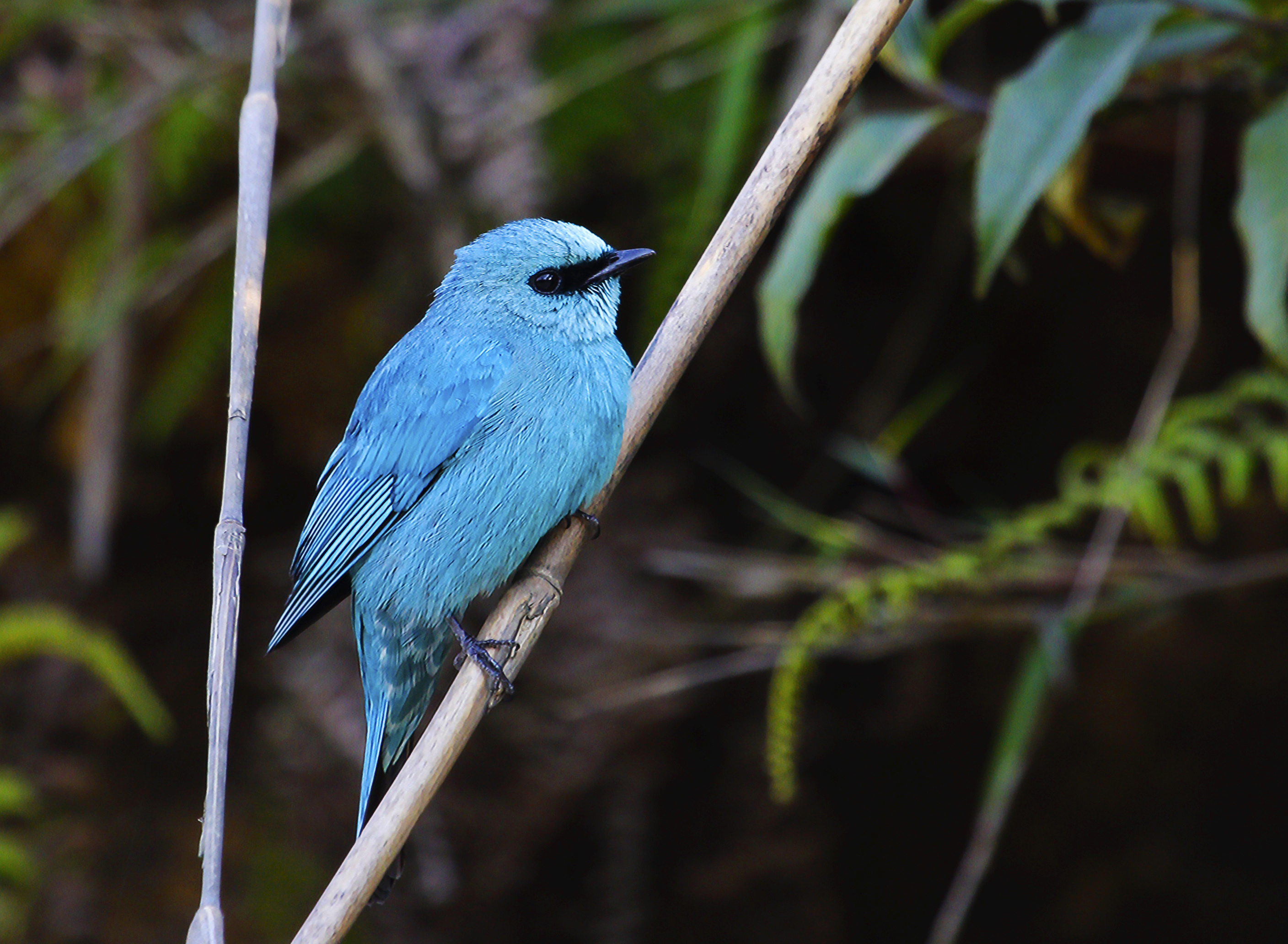
Lazulischnäpper
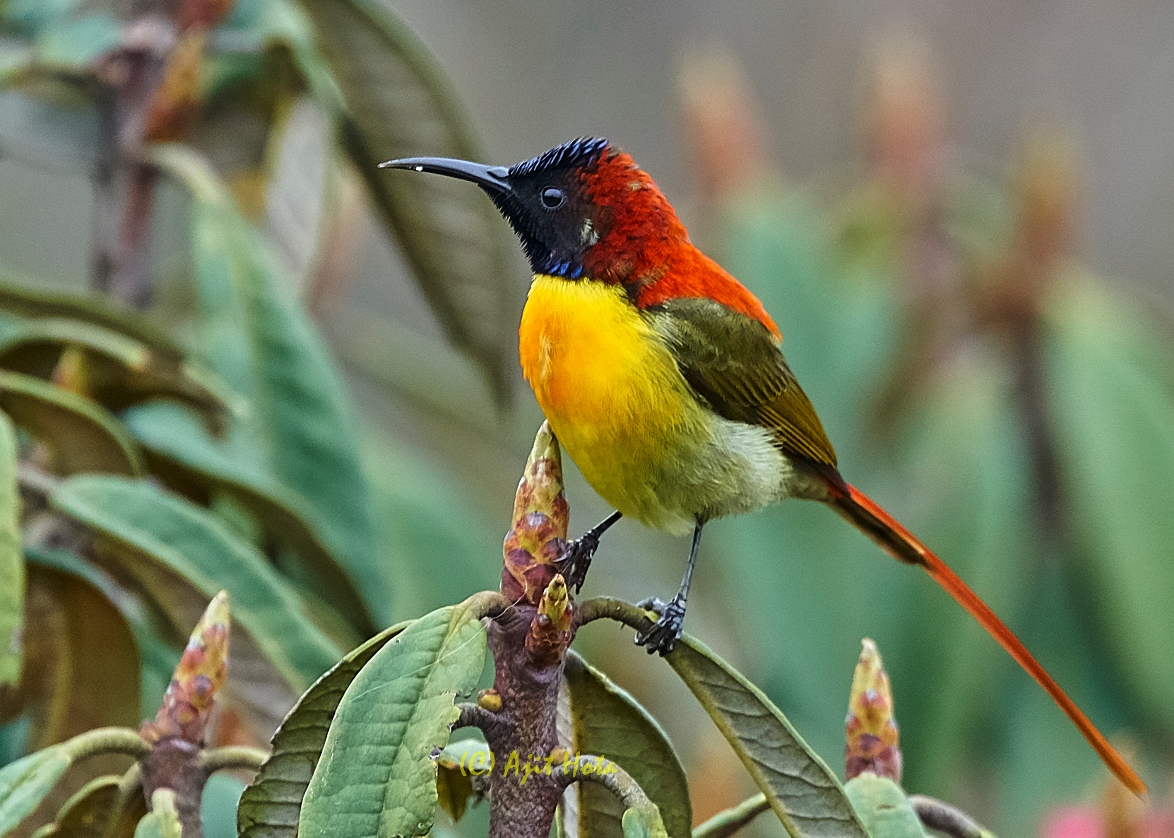
Männlicher Feuerschwanz-Nektarvogel